# Aglaura
Genre
Aglaura est un genre de Trachyméduses (hydrozoaires) de la famille des Rhopalonematidae.

## Liste d'espèces
Selon World Register of Marine Species (6 avril 2016), Aglaura comprend l'espèce suivante :
- Aglaura hemistoma Péron & Lesueur, 1810